# Arne Nyberg
Arne Lennart Nyberg, född 8 december 1910 i Helsingborg, död 3 oktober 1994 i Laholm, var en svensk skådespelare.
Arne Nyberg är begravd på Laholms kyrkogård.

## Filmografi (urval)
- 1935 – Fredlös
- 1937 – Lajla
- 1940 – Västkustens hjältar
- 1941 – Snapphanar
- 1942 – I gult och blått
- 1944 – Vi behöver varann
- 1944 – Skåningar
- 1956 – Sceningång
- 1965 – Flygplan saknas
- 1965 – Arken
- 1993 – Hin Helgu vé

## TV-teater och TV-serier i urval
- 1962 – Trängningen
- 1968 – Den gyllene porten (TV-serie)
- 1971 – Offside (TV-serie)

## Teater

### Roller (ej komplett)
| År   | Roll                                | Produktion                                                                         | Regi                            | Teater                                   |
| ---- | ----------------------------------- | ---------------------------------------------------------------------------------- | ------------------------------- | ---------------------------------------- |
| 1929 | Jakob                               | Herr Dardanell och hans upptåg på landet August Blanche                            | Rudolf Wendbladh                | Helsingborgs stadsteater                 |
| 1931 | En matros                           | Elisabet av England Ferdinand Bruckner                                             | Rudolf Wendbladh                | Helsingborgs stadsteater                 |
| 1931 | Kyparen                             | Lyckans fé Ferenc Molnár                                                           | Einar Lidholm                   | Helsingborgs stadsteater                 |
| 1932 | En poliskonstapel                   | Till polisens förfogande Max Alsberg och Otto Ernst Hesse                          | Albert Nycop                    | Helsingborgs stadsteater                 |
| 1932 | Scipion                             | Knock eller Läkarkonstens triumf Jules Romains                                     | Rudolf Wendbladh                | Helsingborgs stadsteater                 |
| 1932 | Wolfram Förste biljardspelaren      | Svindlare Louis Verneuil                                                           | Rudolf Wendbladh                | Helsingborgs stadsteater                 |
| 1932 | Betjänten                           | Vi Ludvig Nordström                                                                | Rudolf Wendbladh                | Helsingborgs stadsteater                 |
| 1933 | Kalle Karlsson                      | Kalle Karlssons knepigheter Oscar Rydqvist                                         | Rudolf Wendbladh                | Helsingborgs stadsteater                 |
| 1933 | Ebisch                              | Före solnedgången Gerhart Hauptmann                                                | Rudolf Wendbladh                | Helsingborgs stadsteater                 |
| 1933 | Fabian                              | Trettondagsafton William Shakespeare                                               | Rudolf Wendbladh                | Helsingborgs stadsteater                 |
| 1933 | Nils Vilhelm                        | Mäster Olof August Strindberg                                                      | Rudolf Wendbladh                | Helsingborgs stadsteater                 |
| 1933 | Stefferl En chaufför                | Karl den store, högerytter László Bús-Fekete                                       | Rudolf Wendbladh                | Helsingborgs stadsteater                 |
| 1933 | Den unge mannen Arbetaren           | Den lilla butiken László Bús-Fekete                                                | Albert Nycop                    | Helsingborgs stadsteater                 |
| 1934 | Garagekarlen En poliskonstapel      | Ett brott Sigfrid Siwertz                                                          | Rudolf Wendbladh                | Helsingborgs stadsteater                 |
| 1934 | Budbäraren                          | Othello William Shakespeare                                                        | Rudolf Wendbladh                | Helsingborgs stadsteater                 |
| 1935 | En äldre herre                      | Plats för de unga Paul Vulpius                                                     | Albert Nycop                    | Helsingborgs stadsteater                 |
| 1935 | Blee                                | På grund George Bernard Shaw                                                       | Rudolf Wendbladh                | Helsingborgs stadsteater                 |
| 1935 | Vladimir Karlovitj Rode             | Tre systrar Anton Tjechov                                                          | Rudolf Wendbladh                | Helsingborgs stadsteater                 |
| 1935 | Kumlin                              | Kvartetten som sprängdes Birger Sjöberg                                            | Albert Nycop                    | Helsingborgs stadsteater                 |
| 1936 | Benjamin                            | Påsk August Strindberg                                                             | Albert Nycop                    | Helsingborgs stadsteater                 |
| 1936 | Strnad                              | Ryttarpatrullen František Langer                                                   | Rudolf Wendbladh                | Helsingborgs stadsteater                 |
| 1936 | Pudding                             | Fridas visor eller Oscars fyra bekymmer eller En vecka i Lilla Paris Gösta Sjöberg | Albert Nycop                    | Helsingborgs stadsteater                 |
| 1937 | Siegel                              | Världens lyckligaste människa Miklós László                                        | Yngve Nordwall                  | Helsingborgs stadsteater                 |
| 1937 | Sonen                               | Lavinen Karel Čapek                                                                | Rudolf Wendbladh                | Helsingborgs stadsteater                 |
| 1938 | Professorn                          | Carl XII August Strindberg                                                         | Rudolf Wendbladh                | Helsingborgs stadsteater                 |
| 1938 | Tord                                | Trions bröllop Sigfrid Siwertz                                                     | Yngve Nordwall                  | Helsingborgs stadsteater                 |
| 1939 | Pepi Schönacker                     | Med strömmen Vilém Werner                                                          | Rudolf Wendbladh                | Helsingborgs stadsteater                 |
| 1939 | Elektrikern                         | N:o 72 František Langer                                                            | Rudolf Wendbladh                | Helsingborgs stadsteater                 |
| 1940 | Bob                                 | Min hustru — Dr. Carson St. John Ervine                                            | Rudolf Wendbladh                | Helsingborgs stadsteater                 |
| 1940 | George                              | Möss och människor John Steinbeck                                                  | Rudolf Wendbladh                | Helsingborgs stadsteater                 |
| 1940 | Allan Marsh                         | Ja och Nej Kenneth Horne                                                           | Rudolf Wendbladh                | Helsingborgs stadsteater                 |
| 1940 | Tullio Siriani                      | 30 sekunder kärlek Aldo De Benedetti                                               | Albert Nycop                    | Helsingborgs stadsteater                 |
| 1940 | Martin                              | De knutna händerna Vilhelm Moberg                                                  | Rudolf Wendbladh                | Helsingborgs stadsteater                 |
| 1940 | Pedersen                            | Swedenhielms Hjalmar Bergman                                                       | Rudolf Wendbladh                | Helsingborgs stadsteater                 |
| 1941 | Joe Bonaparte                       | Lyckans gullgosse Clifford Odets                                                   | Rudolf Wendbladh                | Helsingborgs stadsteater                 |
| 1941 | Bobbie Romford                      | En riktig karl Noel Coward                                                         | Rudolf Wendbladh                | Helsingborgs stadsteater                 |
| 1941 | Klas Tott                           | Christina August Strindberg                                                        | Rudolf Wendbladh                | Helsingborgs stadsteater                 |
| 1941 | Aladdin                             | Aladdin Adam Oehlenschläger                                                        | Herman Ahlsell Rudolf Wendbladh | Helsingborgs stadsteater                 |
| 1941 | En sekreterare                      | Kungl. Logen Karl Farkas och Hans Lang                                             | Rudolf Wendbladh                | Helsingborgs stadsteater                 |
| 1942 | Ragnar Svedje, skattebonde          | Rid i natt! Vilhelm Moberg                                                         | Rudolf Wendbladh                | Helsingborgs stadsteater                 |
| 1942 | Alphonse Godard                     | Ministeriet vacklar Bruno Engler, Fred Heller och Leonhard Märker                  | Rudolf Wendbladh                | Helsingborgs stadsteater                 |
| 1944 | Joe Scanlon                         | Livet är ju härligt William Saroyan                                                | Per Knutzon                     | Helsingborgs stadsteater                 |
| 1944 | Julius Caesar                       | Julius Caesar William Shakespeare                                                  | Rudolf Wendbladh                | Helsingborgs stadsteater                 |
| 1947 | Glasmästarn                         | Ett drömspel August Strindberg                                                     | Olof Molander                   | Göteborgs stadsteater, 13 september 1947 |
| 1948 | Seyton                              | Macbeth William Shakespeare                                                        | Ingmar Bergman                  | Göteborgs stadsteater                    |
| 1948 | Gustave                             | Tjuvarnas bal Jean Anouilh                                                         | Ingmar Bergman                  | Göteborgs stadsteater                    |
| 1949 | Pablo Gonzales                      | Spårvagn till lustgården Tennessee Williams                                        | Ingmar Bergman                  | Göteborgs stadsteater                    |
| 1949 |                                     | Född i går Garson Kanin                                                            | Ernst Eklund                    | Lisebergsteatern                         |
| 1950 | Sofus Tarve                         | Kärlek Kaj Munk                                                                    | Torsten Hammarén                | Göteborgs stadsteater, 24 november 1950  |
| 1951 | Mr. Nordlinger                      | Det kommer ett skepp Samson Raphaelson                                             | Helge Wahlgren                  | Göteborgs stadsteater, 24 november 1951  |
| 1952 | Tut, kopparslagare                  | En midsommarnattsdröm William Shakespeare                                          | Knut Ström                      | Göteborgs stadsteater, 8 februari 1952   |
| 1952 |                                     | Ett huvud kortare Marcel Aymé                                                      | Helge Wahlgren                  | Göteborgs stadsteater, augusti 1952      |
| 1954 | Gaston Rieux                        | Kameliadamen Alexandre Dumas den yngre                                             | Helge Wahlgren                  | Göteborgs stadsteater, 8 september 1954  |
| 1955 | Peachum                             | Tolvskillingsoperan Bertolt Brecht och Kurt Weill                                  | Knut Ström                      | Göteborgs stadsteater                    |
| 1959 |                                     | Major Barbara George Bernard Shaw                                                  | Keve Hjelm                      | Göteborgs stadsteater                    |
| 1959 | Mr Martin                           | Vid skilda bord Terence Rattigan                                                   | Åke Falck                       | Göteborgs stadsteater                    |
| 1959 |                                     | Gisslan Brendan Behan                                                              | Staffan Aspelin                 | Göteborgs stadsteater                    |
| 1959 |                                     | Besök av gammal dam Friedrich Dürrenmatt                                           | Johan Falck                     | Göteborgs stadsteater                    |
| 1960 |                                     | Att och att icke Bo Sköld                                                          | Lars Engström                   | Göteborgs stadsteater                    |
| 1960 |                                     | Den ena för den andra Gustav III                                                   | Lars Engström                   | Göteborgs stadsteater                    |
| 1963 | Don Juan, oäkta bror till Don Pedro | Mycket väsen för ingenting William Shakespeare                                     | Johan Falck                     | Göteborgs stadsteater, 11 oktober 1963   |
| 1963 |                                     | Orkestern Jean Anouilh                                                             | Herman Ahlsell                  | Göteborgs stadsteater                    |

## Radioteater

### Roller
| År   | Roll                | Produktion                                                              | Regi                |
| ---- | ------------------- | ----------------------------------------------------------------------- | ------------------- |
| 1949 | Cane                | Filip Collins äventyr: Detektiven Kenyons blandade känslor Frank Heller | Knut Ström          |
| 1950 | Gordon Featherstone | Miljonpundssedeln (The Million Pound Bank Note) Mark Twain              | Benkt-Åke Benktsson |
| 1955 | Adjunkt Rörlund     | Samhällets stöttepelare Henrik Ibsen                                    | Helge Wahlgren      |
| 1956 | Tjänsteman          | Tempo, tempo (Der Terminkalender) Max Gundermann                        | Åke Falck           |

### Fotnoter
1. ↑  ”Arne Lennart Nyberg”. Gravar.se. https://gravar.se/forsamling/laholms-pastorat/laholms-kyrkogard/4-602/arne-lennart-nyberg-4815c. Läst 5 februari 2023.
2. ↑  ”Teater Musik Film: 'Rid i natt!' i Hälsingborg”. Dagens Nyheter:  s. 10. 12 oktober 1942. https://arkivet.dn.se/tidning/1942-10-12/277/10. Läst 6 november 2021.
3. ↑  ”Shakespearepremiär Hälsingborgs sista”. Dagens Nyheter:  s. 28. 2 april 2021. https://arkivet.dn.se/tidning/1944-04-02/90/28. Läst 7 november 2021.
4. ↑  ”Macbeth”. Stiftelsen Ingmar Bergman. http://ingmarbergman.se/verk/macbeth-1. Läst 16 oktober 2015.
5. ↑  ”Tjuvarnas bal”. Stiftelsen Ingmar Bergman. http://ingmarbergman.se/verk/tjuvarnas-bal. Läst 16 oktober 2015.
6. ↑  ”Spårvagn till lustgården”. Stiftelsen Ingmar Bergman. http://ingmarbergman.se/verk/spårvagn-till-lustgården. Läst 17 oktober 2015.
7. ↑  ”Tidningsnotis”. Dagens Nyheter:  s. 16. 2 maj 1955. http://arkivet.dn.se/arkivet/tidning/1955-05-02/117/16. Läst 20 januari 2016.
8. ↑  ”Tidningsnotis”. Dagens Nyheter:  s. 20. 1 februari 1959. https://arkivet.dn.se/tidning/1959-02-01/30/20. Läst 26 september 2020.
9. ↑  Barbro Hähnel (8 maj 1959). ”Brendan Rattigans 'Vid skilda bord' på Göteborgs stadsteater”. Dagens Nyheter:  s. 9. https://arkivet.dn.se/tidning/1959-05-08/122/9. Läst 26 september 2020.
10. ↑  Ebbe Linde (28 augusti 1959). ”Brendan Behans 'Gisslan'”. Dagens Nyheter:  s. 14. https://arkivet.dn.se/tidning/1959-08-28/232/14. Läst 26 september 2020.
11. ↑  ”Scenförändringar: Dürrenmatt och Delaney”. Dagens Nyheter:  s. 16. 30 september 1959. https://arkivet.dn.se/tidning/1959-09-30/265/16. Läst 26 september 2020.
12. 1 2  ”Nöjesnytt”. Dagens Nyheter:  s. 9. 10 augusti 1960. https://arkivet.dn.se/tidning/1960-08-10/215/9. Läst 26 september 2020.
13. ↑  Ebbe Linde (1 december 1963). ”Mästare och mästerlärjunge”. Dagens Nyheter:  s. 30. https://arkivet.dn.se/tidning/1963-12-01/327/30. Läst 26 september 2020.
14. ↑  ”Radioprogrammet”. Dagens Nyheter:  s. 20. 14 maj 1949. https://arkivet.dn.se/tidning/1949-05-14/128/20. Läst 29 januari 2022.
15. ↑  ”Radioprogrammet”. Dagens Nyheter:  s. 32. 17 december 1950. https://arkivet.dn.se/tidning/1950-12-17/342/32. Läst 29 januari 2022.
16. ↑  ”Radioprogrammet”. Dagens Nyheter:  s. 32. 3 november 1955. https://arkivet.dn.se/tidning/1955-11-03/299/32. Läst 27 december 2021.
17. ↑  ”Radioprogrammet”. Dagens Nyheter:  s. 20. 25 augusti 1956. https://arkivet.dn.se/tidning/1956-08-25/230/20. Läst 27 december 2021.